# IT Dansa
La "IT Dansa", la Jove Companyia de dansa de l'Institut del Teatre, és un projecte pedagògic creat el 1996 per l'Institut del Teatre de la Diputació de Barcelona com a curs de postgrau per al perfeccionament de la formació de joves ballarins i ballarines. La principal missió de la companyia és proporcionar oportunitats de pràctica professional de dos anys -el temps que dura el postgrau- amb coreografies de destacats artistes i amb un programa d'actuacions en l’àmbit nacional i internacional. D’aquesta manera, a banda de formar als ballarins, els donen la possibilitat de conèixer com funciona el món professional.
La jove companyia està integrada per 16 ballarins titulars -d’entre 18 i 23 anys- i 2 graduats en pràctiques, els quals es comprometen a assistir a les classes i assajos, però sense poder intervenir en les actuacions. Tot i que la majoria de participants son graduats en el Conservatori Professional de Dansa de l’Institut del Teatre, també son admesos ballarins i ballarines externs que tinguin un nivell de formació equivalent. Els membres de la jove companyia son seleccionats mitjançant una prova d’accés, la qual es duu a terme un cop l’any per així poder renovar la meitat de l'equip cada temporada. Per a superar la prova cal una sòlida base de dansa clàssica i coneixements de dansa contemporània.
Durant els dos anys, els ballarins i ballarines entrenen cada dia, fan classes de tècnica i dansa amb professors professionals i els visiten artistes de renom que els ensenyen les seves coreografies. D’aquesta manera es coneixen diferents estils i llenguatges artístics a través dels quals s'aconsegueix un repertori divers i enriquidor pels ballarins. Entre les grans figures que han format part del repertori de la companyia hi ha coreògrafs com Jirí Kylián, Ohad Naharin, Rui Horta, Nacho Duato, Ramon Oller, Toni Mira, Jo Stromgren i Stijn Celis.

## Història
Per entendre el naixement d’IT Dansa és necessari explicar el context polític del moment, ja que va tenir un paper clau en la creació del projecte. A partir de la caiguda del franquisme, cap als anys 80, la cultura va passar de ser considerada com un bé social a ser un àmbit important en l'economia i en el mercat laboral, motiu pel qual la Generalitat, juntament amb el Ministeri de Cultura, van començar a subvencionar a les diferents companyies de dansa que existien.
Els directors de l’Institut del Teatre d’aquella època, Pau Monterde al capdavant del centre i Barbara Kasprowicz com a dirigent de l'escola de dansa, es van plantejar la creació d’una companyia vinculada al centre que funcionés com a pont entre l'educació i la professionalitat. Aquesta també seria un nou referent pels alumnes de l'escola i una oportunitat de finalitzar el seu trajecte educatiu de manera més professional. L’objectiu marcat era acollir ballarins i ballarines amb un alt coneixement de clàssic i contemporani, i, sobretot, que siguin competents, versàtils, disciplinats i capaços d’adaptar-se al món professional. La figura escollida per estar al capdavant del projecte va ser Catherine Allard, -ballarina, pedagoga i directora artística amb molt renom- qui actualment continua al càrrec.
El 1996 va néixer la Jove Companyia IT Dansa, un projecte innovador a Espanya i Europa. La primera promoció va començar les classes el 1997, i no va ser fins al 1998 que es va estrenar el primer programa amb coreografies de Nacho Duato, Ramon oller i Jennifer Hanna, entre d'altres. Des d’aleshores, la companyia ha estrenat més de 30 coreografies de diferents estils, tant de creadors de prestigi com de joves artistes, i ha ofert més de 300 actuacions en escenaris internacionals.

## Professionalització dels ballarins
IT Dansa, com bé s'ha comentat, és un projecte que funciona com a transició entre la formació i el món professional. Aquest fet comporta que el postgrau estigui adscrit en l’àrea d’educació i que els ballarins no siguin contractats com a personal laboral, ni tampoc cotitzin a la seguretat social, però cobrin una beca de 420,71€ el primer any i 540,91€ el segon.
Tot això canvia quan finalitzen la formació, ja que un dels objectius d’IT Dansa és aconseguir que els ballarins acabin formant part d’una companyia de dansa professional. De fet, durant aquests anys, la majoria dels seus participants han trobat feina en companyies com: Nederlands Dans Theater (Països Baixos), Verpommer Theater (Alemanya), Göteborg Ballet (Suècia), Carte Blanche - The Norwegian National Company of Contemporari Dance (Noruega), Compañía Nacional de Danza (Madrid), Batsheva Ensemble (Israel), Rambert Ballet (Londres), Ballet Basel (Suïssa), Companhia do Bailado (Portugal) o La Veronal (Barcelona).
Alguns ballarins que s'han format a la jove companyia i cal destacar pel reconeixement que han obtingut dins el món de la dansa son Petr Zuska, Uri Ivgi, Rafael Bonachela i Alexander Ekman.

## Direcció
Des de la fundació d’IT Dansa el 1996, la direcció artística és a càrrec de Catherine Allard, ballarina, pedagoga i coreògrafa. Es va formar al Nederlands Dans Theater i va entrar com a ballarina principal a la Compañía Nacional de Danza (Madrid), dirigida per Nacho Duato.
El 2001 Allard va rebre el Premi Nacional de Dansa, entregat per la Conselleria de Cultura de la Generalitat de Catalunya.
Des de 2016, Nora Sitges Sardà -ballarina de la primera promoció IT Dansa- és la mà dreta de Catherine. Treballa com a assistent coreogràfica i repetidora, s'encarrega d'assajar i repassar amb els ballarins les coreografies i d'ajudar a transmetre les diferents idees i sentiments de cada peça.